# Joachim Wanke
Joachim Wanke (Breslavia, 4 maggio 1941) è un vescovo cattolico tedesco, dal 1º ottobre 2012 vescovo emerito di Erfurt.

## Biografia
Joachim Wanke è nato a Breslavia, nell'allora Bassa Slesia (attuale Polonia), il 4 maggio 1941. Nel 1944 suo padre, impiegato statale, morì.
Dopo essere stato espulso dalla Slesia, la sua famiglia si stabilì a Ilmenau, in Turingia.

### Formazione e ministero sacerdotale
Nel 1960 si è diplomato alla scuola superiore e ha proseguito gli studi presso il seminario di Erfurt.
Il 26 giugno 1966 è stato ordinato presbitero dal vescovo Hugo Aufderbeck, ausiliare di Fulda.
Dopo l'ordinazione è dapprima divenuto cappellano a Dingelstädt, nell'Eichsfeld, mentre nel 1969 è tornato a Erfurt per studiare per conseguire il dottorato e l'abilitazione.
Nel 1980 è stato nominato professore ordinario di esegesi del Nuovo Testamento presso il seminario di Erfurt.

### Ministero episcopale
Il 2 ottobre 1980 papa Giovanni Paolo II lo ha nominato vescovo ausiliare di Erfurt-Meiningen e vescovo titolare di Castello di Mauritania, mentre il 26 novembre successivo gli ha affidato l'incarico di coadiutore cum iure successionis dell'amministratore apostolico di Erfurt-Meiningen Hugo Aufderbeck. Lo stesso giorno ha ricevuto l'ordinazione episcopale, nella cattedrale di Erfurt, dal vescovo di Berlino Joachim Meisner, co-consacranti l'amministratore apostolico di Görlitz Bernhard Huhn e il vescovo ausiliare di Dresda-Meißen Georg Weinhold. Come motto episcopale ha scelto Vestigia Christi sequi ("Seguire le orme di Cristo").
Il 17 gennaio 1981, alla morte di Hugo Aufderbeck, ha assunto l'incarico di amministratore apostolico di Erfurt-Meiningen.
Il 27 giugno 1994 è stata ricostituita la diocesi di Erfurt, della quale è stato nominato primo vescovo da papa Giovanni Paolo II.
È stato membro e, dal 1998 al 2010, presidente della Commissione pastorale della Conferenza episcopale tedesca e membro delle Commissioni per le questioni di fede e per l'ecumenismo. Dal 1993 è membro dell'Accademia delle scienze non profit di Erfurt. Dal 1995 al 2001 è stato presidente dell'Arbeitsgemeinschaft Christlicher Kirchen in Deutschland (ACK).
Inoltre, dal 2005 è stato vicepresidente e dal 2008 al 2016 presidente della Commissione dei vescovi di lingua tedesca per la revisione della traduzione uniforme delle Sacre Scritture, la cui relazione finale, da lui presentata nel 2012 poco prima delle sue dimissioni, è stata accettata dall'assemblea plenaria autunnale della Conferenza episcopale tedesca.
Il 1º ottobre 2012 papa Benedetto XVI ha accolto la sua rinuncia, presentata per per motivi di salute, al governo pastorale della diocesi di Erfurt. Da quel giorno ricopre la carica di vescovo emerito di Erfurt.

## Genealogia episcopale
La genealogia episcopale è:
- Cardinale Scipione Rebiba
- Cardinale Giulio Antonio Santori
- Cardinale Girolamo Bernerio, O.P.
- Arcivescovo Galeazzo Sanvitale
- Cardinale Ludovico Ludovisi
- Cardinale Luigi Caetani
- Cardinale Ulderico Carpegna
- Cardinale Paluzzo Paluzzi Altieri degli Albertoni
- Papa Benedetto XIII
- Papa Benedetto XIV
- Papa Clemente XIII
- Cardinale Bernardino Giraud
- Cardinale Alessandro Mattei
- Cardinale Pietro Francesco Galleffi
- Cardinale Giacomo Filippo Fransoni
- Cardinale Antonio Saverio De Luca
- Arcivescovo Gregor Leonhard Andreas von Scherr, O.S.B.
- Arcivescovo Friedrich von Schreiber
- Arcivescovo Franz Joseph von Stein
- Arcivescovo Joseph von Schork
- Vescovo Ferdinand von Schlör
- Arcivescovo Johann Jakob von Hauck
- Arcivescovo Joseph Otto Kolb
- Cardinale Julius August Döpfner
- Cardinale Alfred Bengsch
- Vescovo Hugo Aufderbeck
- Cardinale Joachim Meisner
- Vescovo Joachim Wanke